# Lista planetelor minore: 238001–239000
Aceasta este lista planetelor minore cu numerele 238001–239000.

## 238001–238100
| Denumire | Denumire provizorie | Data descoperirii | Locul descoperirii | Descoperitor(i) |
| -------- | ------------------- | ----------------- | ------------------ | --------------- |
| 238001 - | 2002 TC105          | 4 octombrie 2002  | Socorro            | LINEAR          |
| 238005 - | 2002 TT140          | 5 octombrie 2002  | Kitt Peak          | Spacewatch      |
| 238007 - | 2002 TH165          | 2 octombrie 2002  | Haleakala          | NEAT            |
| 238011 - | 2002 TE262          | 10 octombrie 2002 | Palomar            | NEAT            |
| 238012 - | 2002 TV304          | 4 octombrie 2002  | Apache Point       | SDSS            |
| 238022 - | 2002 VE5            | 5 noiembrie 2002  | Wrightwood         | J. W. Young     |
| 238027 - | 2002 VS49           | 5 noiembrie 2002  | Anderson Mesa      | LONEOS          |
| 238061 - | 2003 CG17           | 7 februarie 2003  | Desert Eagle       | W. K. Y. Yeung  |
| 238062 - | 2003 DP17           | 22 februarie 2003 | Goodricke-Pigott   | J. W. Kessel    |

## 238101–238200
| Denumire            | Denumire provizorie | Data descoperirii  | Locul descoperirii | Descoperitor(i)             |
| ------------------- | ------------------- | ------------------ | ------------------ | --------------------------- |
| 238114 -            | 2003 MX             | 21 iunie 2003      | Bergisch Gladbach  | W. Bickel                   |
| 238116              | 2003 OE             | 18 iulie 2003      | Siding Spring      | R. H. McNaught              |
| 238120 -            | 2003 OV20           | 31 iulie 2003      | Reedy Creek        | J. Broughton                |
| 238121 -            | 2003 OO23           | 22 iulie 2003      | Campo Imperatore   | CINEOS                      |
| 238129 Bernardwolfe | 2003 QK31           | 24 august 2003     | Saint-Sulpice      | B. Christophe               |
| 238135 -            | 2003 QL71           | 24 august 2003     | Kvistaberg         | Uppsala-DLR Asteroid Survey |
| 238146 -            | 2003 SQ36           | 18 septembrie 2003 | Desert Eagle       | W. K. Y. Yeung              |
| 238192 -            | 2003 SO319          | 26 septembrie 2003 | Apache Point       | SDSS                        |

## 238201–238300
| Denumire | Denumire provizorie | Data descoperirii | Locul descoperirii | Descoperitor(i) |
| -------- | ------------------- | ----------------- | ------------------ | --------------- |
| 238257 - | 2003 WO             | 16 noiembrie 2003 | Catalina           | CSS             |

## 238401–238500
| Denumire | Denumire provizorie | Data descoperirii | Locul descoperirii | Descoperitor(i) |
| -------- | ------------------- | ----------------- | ------------------ | --------------- |
| 238414 - | 2004 FF2            | 16 martie 2004    | Goodricke-Pigott   | R. A. Tucker    |
| 238426 - | 2004 GX15           | 9 aprilie 2004    | Siding Spring      | SSS             |
| 238435 - | 2004 OU13           | 22 iulie 2004     | Mauna Kea          | C. Veillet      |

## 238501–238600
| Denumire         | Denumire provizorie | Data descoperirii | Locul descoperirii | Descoperitor(i)     |
| ---------------- | ------------------- | ----------------- | ------------------ | ------------------- |
| 238546 -         | 2004 VK65           | 13 noiembrie 2004 | Great Shefford     | P. Birtwhistle      |
| 238568 -         | 2004 XF80           | 10 decembrie 2004 | Jarnac             | Jarnac              |
| 238589 -         | 2004 YL5            | 20 decembrie 2004 | Needville          | D. Wells            |
| 238590 -         | 2004 YC20           | 18 decembrie 2004 | Mount Lemmon       | Mount Lemmon Survey |
| 238593 Paysdegex | 2005 AS             | 4 ianuarie 2005   | Vicques            | M. Ory              |

## 238601–238700
| Denumire | Denumire provizorie | Data descoperirii | Locul descoperirii | Descoperitor(i) |
| -------- | ------------------- | ----------------- | ------------------ | --------------- |
| 238623 - | 2005 CL12           | 1 februarie 2005  | Piszkéstető        | Piszkéstető     |
| 238630 - | 2005 CK25           | 4 februarie 2005  | Altschwendt        | Altschwendt     |

## 238701–238800
| Denumire            | Denumire provizorie | Data descoperirii | Locul descoperirii | Descoperitor(i) |
| ------------------- | ------------------- | ----------------- | ------------------ | --------------- |
| 238710 Halassy      | 2005 GW21           | 4 aprilie 2005    | Piszkéstető        | K. Sárneczky    |
| 238752 -            | 2005 HF4            | 30 aprilie 2005   | Mayhill            | A. Lowe         |
| 238771 Juhászbalázs | 2005 JB94           | 12 mai 2005       | Piszkéstető        | K. Sárneczky    |

## 238801–238900
| Denumire      | Denumire provizorie | Data descoperirii | Locul descoperirii | Descoperitor(i) |
| ------------- | ------------------- | ----------------- | ------------------ | --------------- |
| 238817 Titeuf | 2005 PQ16           | 10 august 2005    | Vicques            | M. Ory          |
| 238850 -      | 2005 UL530          | 24 octombrie 2005 | Mauna Kea          | D. J. Tholen    |
| 238881 -      | 2005 YM40           | 27 decembrie 2005 | Eskridge           | Eskridge        |

## 238901–239000
| Denumire | Denumire provizorie | Data descoperirii | Locul descoperirii | Descoperitor(i)  |
| -------- | ------------------- | ----------------- | ------------------ | ---------------- |
| 238960 - | 2006 BS100          | 30 ianuarie 2006  | Marly              | Observatory Naef |